# Antonio Perošević
Antonio Perošević (Split, 1992. március 6. –) horvát válogatott labdarúgó, a lengyel Podbeskidzie játékosa.

## Pályafutása

### Klubcsapatban
Az eszéki Osijekben nevelkedett. 2010. május 13-án 18 évesen mutatkozott be az Osijek felnőttcsapatában, az HNK Cibalia Vinkovci ellen 4 perc játéklehetőséget kapott. 2012. november 3-án első gólját is megszerezte a bajnokságban a Cibalia ellen. 2017 augusztus végén három évre aláírt a magyar Puskás Akadémia együtteséhez. A 2017–2018-as szezonban 22 bajnokin két gólt szerzett, a Magyar Kupában pedig ötször talált a kapuba. Ő szerezte csapata gólját az Újpest elleni döntőben is, de csapata büntetőkkel vereséget szenvedett. 2018 nyarán az arab emírségekbeli al-Ittihad Kalba csapatához került kölcsönbe. 2019 augusztusában a Puskás Akadémia felbontotta a szerződését. Szeptember 6-án az Újpesthez írt alá. A 2019–2020-as szezonban tizenhat bajnokin kapott lehetőséget a lila-fehér klubban, valamint háromszor lépett pályára a Magyar Kupában. A szezon végén távozott a csapattól, majd szeptember elején a klub hivatalos honlapján tett bejelentést arról, hogy Perošević mégis marad az Újpest játékosa.
2021. szeptember 23-án Indiába szerződött, az East Bengal csapatához. Összesen 14 bajnoki mérkőzésen 4 gólt szerzett, csapata pedig a tabella utolsó helyén végzett.
2023 januárjában Perošević visszatért Horvátországba, és a Slaven Belupo csapatához igazolt.
2023. augusztus 21-én egyéves szerződést kötött a lengyel első osztályú Podbeskidzie csapatával.

### A válogatottban
A horvát válogatottban 2017 januárban mutatkozott be. A chilei válogatott ellen kezdőként 57 percet játszott, Kína ellen pedig csereként 25 percet kapott, gólt egyik mérkőzésen sem szerzett.

## Mérkőzései a horvát válogatottban
| #  | Dátum            | Ellenfél | Eredmény        | Kiírás                  | Esemény |
| -- | ---------------- | -------- | --------------- | ----------------------- | ------- |
| 1. | 2017. január 11. | Chile    | 1 – 1 (t.e:1-4) | Kína-kupa elődöntő      | 57'     |
| 2. | 2017. január 14. | Kína     | 1 – 1 (t.e:3-4) | Kína-kupa bronzmérkőzés | 65'     |

## Statisztika
| Klub                           | Szezon   | Bajnokság | Bajnokság | Kupa  | Kupa  | Nemzetközi | Nemzetközi | Összesen | Összesen |
| Klub                           | Szezon   | Mérk.     | Gólok     | Mérk. | Gólok | Mérk.      | Gólok      | Mérk.    | Gólok    |
| ------------------------------ | -------- | --------- | --------- | ----- | ----- | ---------- | ---------- | -------- | -------- |
| Osijek                         | 2009–10  | 1         | 0         | –     | –     | –          | –          | 1        | 0        |
| Osijek                         | 2010–11  | 1         | 0         | 1     | 0     | –          | –          | 2        | 0        |
| Osijek                         | 2011–12  | 12        | 6         | 3     | 0     | –          | –          | 15       | 7        |
| Osijek                         | 2012–13  | 22        | 5         | 2     | 0     | 4          | 1          | 28       | 6        |
| Osijek                         | 2013–14  | 8         | 0         | 1     | 0     | –          | –          | 9        | 0        |
| Osijek                         | 2014–15  | 23        | 6         | 2     | 0     | –          | –          | 25       | 6        |
| Osijek                         | 2015–16  | 23        | 6         | 3     | 2     | –          | –          | 26       | 8        |
| Osijek                         | 2016–17  | 26        | 7         | 2     | 1     | –          | –          | 28       | 8        |
| Osijek                         | 2017–18  | 5         | 1         | 0     | 0     | 3          | 0          | 8        | 1        |
|                                | Összesen | 121       | 31        | 14    | 3     | 7          | 1          | 142      | 35       |
| Frissítés: 2017. augusztus 30. |          |           |           |       |       |            |            |          |          |

## Sikerei, díjai
Újpest
- Magyar kupagyőztes: 2020–21